# عبد الله سالم (لاعب كرة قدم سعودي)
عبد الله سالم هو لاعب كرة قدم سعودي.

## مسيرة اللاعب
لعب في نادي خيبر ونادي الاعتماد.